# Адамов, Моисей Наумович
Моисей Наумович Адамов (18 апреля 1920, Петроград — 12 февраля 2005, Санкт-Петербург) — советский и российский физик, доктор физико-математических наук, профессор.

## Биография
Родился 18 апреля 1920 года в Петрограде в семье музыканта. Отец — Наум Моисеевич Адамов, виолончелист оркестра Мариинского театра оперы и балета. В возрасте двух лет Моисей Наумович потерял зрение и с тех пор остался незрячим на всю жизнь. Рано потерял мать, которая умерла в 1936 году. В 1938 году с золотой медалью окончил среднюю школу в Ленинграде, что дало ему возможность без экзаменов поступить на любой факультет Ленинградского государственного университета (ЛГУ).
В 1941 году, после окончания 3-го курса вместе с отцом и всем составом Мариинского театра был эвакуирован в г. Молотов, где в 1942 году с отличием окончил физико-математический факультет Государственного университета им. М. Горького и сразу был принят на должность доцента в Ленинградский военно-механический институт, который находился в эвакуации в том же городе.
После прорыва блокады Ленинграда вместе с отцом вернулся в Ленинград, где в 1944 году поступил в аспирантуру физического факультета ЛГУ по специальности «теоретическая физика», его руководителем был В. А. Фок. В 1948 году, окончив аспирантуру, защитил кандидатскую диссертацию на тему «Квантовомеханические расчеты констант двухатомных молекул» и стал работать на кафедре теоретической физики физического факультета в должности доцента. Продолжал научные исследования в области теории атома и простых молекул. В 1970 году защитил докторскую диссертацию на тему «Теоретическое исследование электрических свойств атомов и молекул».
Подготовил и на протяжении многих лет читал курс лекций по теории молекул на физическом факультете ЛГУ/СПбГУ.
Автор более 100 научных работ. Научное наследие М. Н. Адамова посвящено квантовой теории атомов и молекул, в первую очередь, теории поляризуемости атомов и молекул во внешних статических или переменных электрических полях. Эту группу работ начинают его исследования поляризуемости молекул водорода и гидрида лития с учётом ковалентной и ионной структур, выполненные совместно с М. Г. Веселовым. Особую группу работ образуют исследования статической и динамической поляризуемостей сложных органических молекул в рамках одномерной металлической модели, выполненные совместно со своими учениками и коллегами по работе. Приложения металлической модели нашли свое применение в дальнейших исследованиях реакционной способности молекул. Также занимался исследованиями новых применений вариационных принципов, методов теории возмущений и вириальных соотношений, позволивших существенно уточнить расчеты поляризуемостей атомов и молекул.
Отдельная группа работ посвящена расчету оптических свойств F-центров в щелочно-галоидных кристаллах. В течение ряда лет под руководством М. Н. Адамова выполнялись исследования по расчетам констант ядерного квадрупольного взаимодействия в молекулах. Данные исследования стимулировали разработку методики расчета новых типов молекулярных интегралов. Ряд работ был посвящён приближенному разделению внутримолекулярных координат и обоснованию приближения Борна — Оппенгеймера.
Разработал дополнительные знаки в азбуке слепых, обозначающие математические и физические символы.
Подготовил 27 учеников, в том числе 2 докторов наук.
Был женат. Дочь Светлана, проживает в США, директор Фонда памяти М. Н. Адамова в поддержку слепым. Внук Лев.

### Память
- 19 апреля 2011 года в малом конференц-зале НИИФ имени В. А. Фока СПбГУ состоялся Международный семинар по квантовой химии памяти профессора М. Н. Адамова[2].

## Избранные работы
- Адамов М. Н., Иванов А. И., Ребане Т. К., Юсупов О. Н. Концепция внутримолекулярного электрического поля в расчетах констант ядерной квадрупольной связи // Журнал структурной химии. — 1992. — Т. 33. — № 2. — С. 23—28.
- Адамов М. Н., Иванов А. И., Ребане Т. К., Юсупов Н. Н. Расчет градиента электрического поля на ядре в молекуле дифференцированием внутримолекулярного электростатического потенциала // Оптика и спектроскопия. — 1991. — Т. 71. — № 1. — С. 9—14.
- Ребане Т. К., Разгонов А. И., Петрашень А. Г., Адамов М. Н. Эффективные дисперсионные формулы для динамической поляризуемости и постоянных дисперсионного взаимодействия атомов в методе модельного потенциала // Оптика и спектроскопия. — 1979. — Т. 46. — № 6. — С. 1084—1091.
- Адамов М. Н., Бальмаков М. Д., Ребане Т. К. Поляризуемость атомной системы в нестационарном состоянии // Теория электронных оболочек молекул. — Вильнюс: Минтис, 1971. — С. 259—262.
- Адамов М. Н., Натансон Г. А. Разделение движений нормальной молекулы // Вестник Ленинградского университета. — 1970. — № 4. — С. 50— 58.
- Адамов М. Н., Бальмаков М. Д., Ребане Т. К. Расчет оптической поляризуемости атома водорода в 2s- и 2p-состояниях // Оптика и спектроскопия. — 1969. — Т. 27. — № 2. — С. 189—191.
- Адамов М. Н., Демков Ю. Н., Объедков В. Д., Ребане Т. К. Модель потенциала малого радиуса для молекулярных систем // Теоретическая и экспериментальная химия. — 1968. — Т. 4. — № 2. — С. 147—153.
- Адамов М. Н., Ледовская Е. М., Мухенберг К. М., Ребане Т. К. Расчет квадрата модуля матричного элемента оператора дипольного момента для первого s-p перехода в простой модели F-центра // Вестник ЛГУ. Серия физики и химии. — 1968. — Вып. 10. — С. 16—21.
- Адамов М. Н., Орлов Б. И., Ребане Т. К. Расчет оптической поляризуемости атома водорода с помощью новых вариационных методов // Оптика и спектроскопия. — 1968. — Т. 24. — № 5. — С. 657—659.
- Адамов М. Н., Ледовская Е. М., Ребане Т. К. Вариационный расчет мультипольных поляризуемостей F-центра в щелочно-галоидных кристаллах // Вестник ЛГУ. Серия физики и химии. — 1967. — Вып. 4. — С. 28—31.
- Адамов М. Н., Ребане Т. К., Эварестов Р. А. Поляризуемость иона H2+ // Оптика и спектроскопия. — 1967. — Т. 22. — № 5. — С. 389.
- Адамов М. Н., Ледовская Е. М., Т. К. Ребане Т. К. // Вариационный расчет поляризуемости F-центра в щелочно-галоидных кристаллах // Физика твердого тела. — 1966. — Т. 8. — № 11. — С. 3173—3176.
- Адамов М. Н., Ребане Т. К., Эварестов Р. А. Вариационные оценки величин, вычисляемых во втором приближении теории возмущений // Теоретическая и экспериментальная химия. — 1965. — Т. 1. — № 5. — С. 588—594.
- Адамов М. Н., Каган В. К., Ребане Т. К. К расчету эффекта Штарка в атоме водорода // Вестник ЛГУ. Серия физики и химии. — 1964. — Вып. 10. — С. 31—39.
- Адамов М. Н. Интегральное представление дисперсионной формулы для атома водорода в основном состоянии // ДАН. — 1960. — Т. 133. — Вып. 2. — С. 315—317.
- Адамов М. Н., Веселов М. Г., Ребане Т. К. Расчеты электрических и магнитных свойств сложных молекул на основе модели свободных электронов // Известия АН СССР. Серия физическая. — 1958. — Т. 22. — № 9. — С. 1015—1018.